# Prix UNESCO de l'éducation pour la paix
Le prix UNESCO de l'éducation pour la paix est un prix créé par l'UNESCO en 1980, et attribué tous les ans depuis 1981 à ceux qui ont contribué pour l'éducation à la paix.
Ce prix, doté de 60 000 dollars, a pour but de promouvoir toutes les formes d'action qui cherchent à « construire dans l'esprit des hommes les défenses de la paix » (Constitution de l'UNESCO), en récompensant un exemple particulièrement significatif d'action destinée à alerter l'opinion publique et à mobiliser la conscience de l'humanité en faveur de la cause de la paix. En outre, le lauréat s'est vu remettre une statuette conçue par le sculpteur catalan Apel·les Fenosa pour l'UNESCO.
Ce prix est remis à Paris, au siège de l'UNESCO, le 21 septembre, Journée internationale de la paix de l'ONU.

## Lauréats du prix
- 2008 : Institute for Justice and Reconciliation (Afrique du Sud)
- 2006 : Christopher Gregory Weeramantry (Sri Lanka), mention spéciale pour la Fundación para la Reconciliación (Colombia)
- 2005 :
- 2004 :
- 2003 : Emile Shoufani, archimandrite grec-catholique à Nazareth
- 2002 : la City Montessori School de Lucknow (Inde)
- 2001 : le Jewish-Arab Centre for Peace Education de Givat Haviva (Israël) et Mgr Nelson Onono Onweng, évêque anglican de Gulu (Ouganda)
- 2000 : Toh Swee-Hin (Australie)
- 1999 : l'Association des Mères de la Place de Mai de Buenos Aires (Argentine,) mention honorable pour le Verein für Friedenspädagogik, Tübingen (Allemagne)
- 1998 : Educators for Peace and Mutual Understanding (Ukraine), mention honorable pour la Fridtjof Nansen Academy (Norvège), World Court Project (Nouvelle-Zélande), Ulpan Akiva Netanya (Israël)
- 1997 : Francois Giraud (France)
- 1996 : Chiara Lubich (Italie)
- 1995 :  The Study Center for Peace and Conflict Resolution (Autriche)
- 1994 :  The Venerable Prayudh Payutto (Thaïlande)
- 1993 : Madeleine de Vits (Belgique) et le The Graduate Institute For Peace Studies(Corée du Sud)
- 1992 : Mère Teresa
- 1991 : Ruth Leger Sivard (USA) / Cours Sainte-Marie de Hann (Sénégal)
- 1990 : Rigoberta Menchú Tum (Guatemala) / le World Order Models Project (WOMP)
- 1989 : Dr. Robert Muller (France) / l'International Peace Research Association (IPRA)
- 1988 : Frère Roger, Communauté de Taizé (France)
- 1987 : Laurence Deonna (Suisse) / Servicio Paz y Justicia en America Latina (SERPAJ-AL)
- 1986 : Prof. Paulo Freire (Brésil)
- 1985 : General Indar Jit Rikhye (Inde) / Georg-Eckert-Institut für Internationale Schulbuchforschung (Allemagne)
- 1984 : IPPNW International Physicians for the Prevention of Nuclear War
- 1983 : Pax Christi International
- 1982 : Stockholm International Peace Research Institute (SIPRI)
- 1981 : Helena Kekkonen (Finlande) / World Organization of the Scout Movement